# 그로스글로크너산

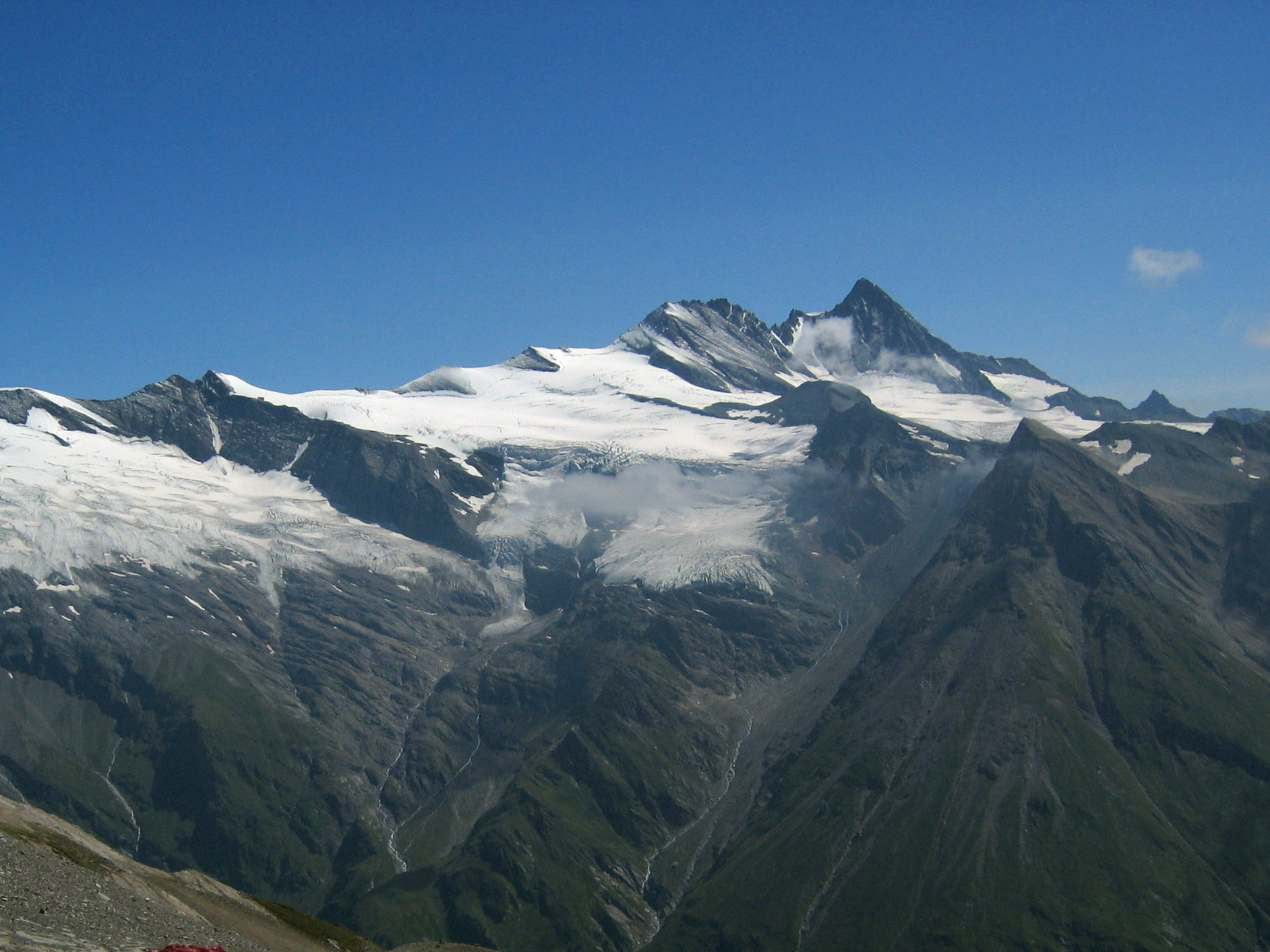
그로스글로크너산

그로스글로크너산(독일어: Großglockner)은 알프스산맥을 형성하는 산맥 가운데 하나인 호헤타우에른산맥에 위치한 오스트리아의 산으로 높이는 3,798m, 돌출높이는 2,423m이다. 오스트리아에서 가장 높은 산이며 케른텐주, 티롤주의 경계 지점에 위치한다.